# 洛巴尼夫卡 (庫皮揚斯克區)
50°16′3″N 37°26′16″E / 50.26750°N 37.43778°E
洛巴尼夫卡（烏克蘭語：Лобанівка）是位於烏克蘭東部的村莊，由哈爾科夫州庫皮揚斯克區的維利胡瓦特卡市鎮負責管轄。該村始建於1799年，面積0.27平方公里，海拔高度190米，2001年人口11，人口密度每平方公里41.4人。